# موريس بريت
موريس بريت هو عسكري وسياسي أمريكي، ولد في 29 يونيو 1919 في كارلايسل في الولايات المتحدة، وتوفي في 26 نوفمبر 1995 في ليتل روك في الولايات المتحدة. نشط حزبياً في الحزب الجمهوري. وقد انتخب نائب حاكم أركنساس ‏.